# Cushing-Reflex
Als Cushing-Reflex bezeichnet man eine Blutdrucksteigerung mit gelegentlichem Herzfrequenzabfall bei einer Zunahme des Hirndrucks. Der Zusammenhang wurde 1901 vom amerikanischen Neurochirurgen Harvey Cushing beschrieben.

## Formel
Der Perfusionsdruck des Gehirns (CPP):
CPP = MAP (mittlerer arterieller Druck) - ICP (intracranieller Druck)

## Pathophysiologie
Steigt der intrakranielle Druck durch einen raumfordernden Prozess (z. B. Blutung, Ödembildung) an, so sinkt der Perfusionsdruck des Gehirns. Die Gehirndurchblutung und die Sauerstoffversorgung der Nervenzellen nehmen ab. Um das Verhältnis von mittlerem arteriellen und intrakraniellen Druck konstant zu halten, erhöht der Körper den Blutdruck sehr stark (bis 300 mmHg systolisch möglich). Dadurch erhöht sich wiederum der ICP und der arterielle Druck muss noch mehr steigen. Zudem sinkt die Herzfrequenz, da das Herz sich von der enormen Belastung „erholen“ muss. Es kommt zum Druckpuls. Ursächlich ist ein Anstieg der Sympathikusaktivität in der ventrolateralen Medulla oblongata (Zentrum des Sympathikotonus erzeugenden Efferenzen).
Der Blutdruck wird sich irgendwann selbst regulieren. Die Gabe von Antihypertonika (z. B. Urapidil) ist deshalb kontraindiziert (↓Blutdruck + Urapidil → Ø-Druck) es sei denn, es besteht eine aktive Blutung in das Gehirn (z. B. durch ein blutendes Aneurysma), dann muss der Blutdruck auf Werte bis maximal 160 mmHg systolisch gesenkt werden.